# 光吻擬姥魚
光吻擬姥魚（學名：Aspasmogaster liorhyncha）為輻鰭魚綱喉盤魚目喉盤魚科的其中一種，分布於印度西太平洋西澳大利亞至新南威爾斯、塔斯馬尼亞海域，本魚體延長，頭較大，吻尖，體前部平扁，後部側扁，無鱗片，胸鰭及腹鰭特化為吸盤，體色多變，從綠色至暗褐色，並具有許多小黑點，背鰭軟條6-8枚、臀鰭軟條6-7枚，體長可達4.5公分，屬底棲性魚類，棲息在珊瑚礁，與海膽共生。

## 擴展閱讀
維基物種上的相關：光吻擬姥魚